# Staphylococcus haemolyticus
Staphylococcus haemolyticus es una bacteria gram-positiva. Es un miembro de los  estafilococos coagulasa negativos, y catalasa positiva. Frecuentemente se encuentra como comensal en vertebrados, rara vez causando infecciones en tejido blando y de suceder, normalmente es en pacientes inmunodeprimidos.
Su importancia clínica yace en su resistencia a múltiples agentes antimicrobianos. Se ha reportado resistencia a vancomicina, un detalle de importancia ya que puede ser adquirido por otros estafilococos más patógenos.